# Niccolò Ludovisi
Niccolò Ludovisi (1613 - 25 décembre 1664) était un noble italien du XVIIe siècle qui fut prince de Piombino de 1634 jusqu'à sa mort. 

## Biographie
Niccolò Ludovisi est le fils d'Orazio Ludovisi, patrice de Bologne et commandant en chef de l'armée pontificale (il était le frère du pape Grégoire XV), et de Flaminia Bentivoglio.
Il était marié en premières noces en 1622 avec Isabelle Gesualdo héritière de Carlo Gesualdo, prince de Venosa qui apportait la ville de Gesualdo. En secondes noces, il épouse en 1622 Polyxène de Mendoza, fille et héritière d'Isabella Appiano, princesse de Piombino. Il épouse en troisièmes noces Costanza Pamphili, avec qui il eut  :
- Jean Baptiste (1647-1699);
- Olympe Ludovisi, (1656-1700), princesse de Piombino;
- Lavinia, (1659 - 1682), mariée à Giangirolamo Acquaviva d'Aragon, Duc d'Atri;
- Hyppolita, (1663-1733), princesse de Piombino, mariée à Grégoire Boncompagni, duc de Sora et d'Arce;
- Nicolas, (1665-1665).

## Titres
Il prit le titre de prince de Piombino en 1634 après avoir versé un somme énorme pour avoir accès à son domaine confisqué sous la domination espagnole, il devint aussi marquis de Populania, vice-roi d'Aragon de 1660 à 1662 et de Sardaigne de 1662 à 1664. Son fils lui succède en ce gouvernement.

## Urbaniste
Il eut un rôle prépondérant dans le développement de Gesualdo en continuant les travaux entrepris par son beau-père, traçant des voies, construisant des fontaines et des places dans un style baroque. Il fit construire l'église Sainte-Marie de la Pietà, agrandir la cathédrale Saint-Nicolas le château et le couvent des Capucins.